# 権平優斗
権平 優斗（ごんだいら ゆうと、2000年4月20日 - ）は、北海道釧路市出身のプロアイスホッケー選手。ポジションはフォワード。アジアリーグアイスホッケーの横浜GRITSに所属。
普段はソフトバンク株式会社で働いている。愛称は"ごんちゃん"。

## 経歴
中央大学時代を含めて、日本代表にはU18世界選手権に1回、U20世界選手権に2回、ユニバーシアードに1回それぞれ選出されている
2023年6月23日にアジアリーグアイスホッケーの横浜GRITSに入団した。
2023-2024年シーズンはシーズン中の10月31日に11月に苫小牧市にて実施されたアイスホッケー男子日本代表の国内合宿の参加メンバーに選出された。オフの2024年5月28日にGRITSと契約を継続した。

## 人物
アイスホッケーは幼馴染に7歳の時にすすめられて初めた。
中央大学でチームメイトだった米山幸希と畑山隆貴は中学校でもチームメイトだった。
趣味は甘いもの巡りと釣り。